# Shawn Layden
Shawn Layden (25 giugno 1961) è un dirigente d'azienda statunitense.
Dal 2022 è consulente strategico per Tencent Games. In precedenza è stato presidente di SIE Worldwide Studios e amministratore delegato della divisione americana di Sony Interactive Entertainment.

## Biografia
Laureato nel 1983 all'Università di Notre Dame in studi americani, Layden entra in Sony nel 1987 lavorando nel dipartimento di comunicazione aziendale di Tokyo. Per diversi anni è stato anche assistente di Akio Morita, co-fondatore dell'azienda.
Nel 1991 dirige lo sviluppo software internazionale presso lo studio londinese di Sony Computer Entertainment e nel 1999 diventa vicepresidente di Sony Computer Entertainment Europe (SCEE).
Ricopre il ruolo di vicepresidente di SCEE fino al settembre 2007. Dall'ottobre 2007 a marzo 2010 è presidente di Sony Computer Entertainment Japan. Sempre nel 2010 fonda la Sony Network Entertainment International, ricoprendo anche il ruolo di vicepresidente esecutivo.
Nell'aprile 2014 sostituì Jack Tretton nel ruolo di presidente e amministratore delegato di Sony Computer Entertainment America.
Il 1º marzo 2018, a seguito di una modifica nella struttura organizzativa di Sony Interactive Entertainment, Layden assume il controllo dei Worldwide Studios.
Il 30 settembre 2019 lascia la compagnia e di conseguenza la guida degli Studios. In un'intervista del 3 settembre 2021 rilasciata a Bloomberg, Layden dichiarò aver abbandonato Sony a causa dell'eccessivo stress.
Il 20 settembre 2022 rivela di essere entrato a far parte di Tencent Games nel ruolo di consulente strategico.